# Hilssandstein

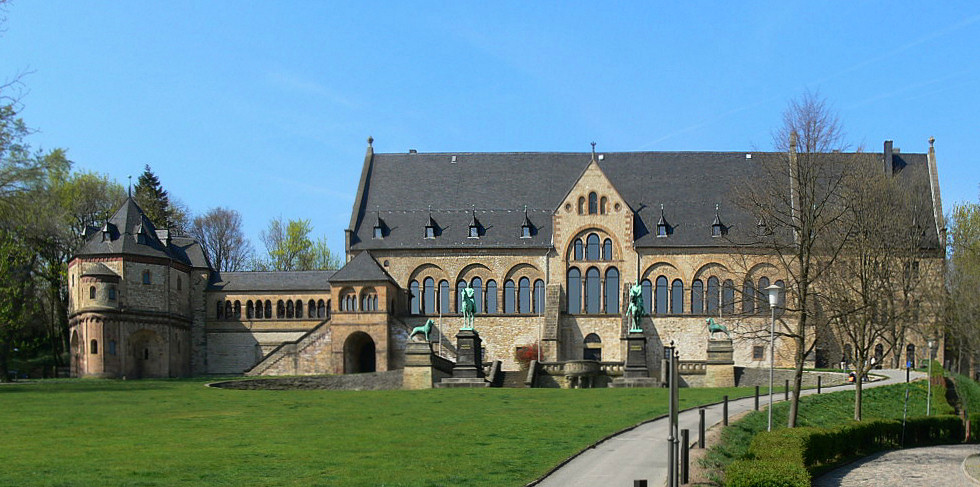
Kaiserpfalz Goslar aus Hilssandstein

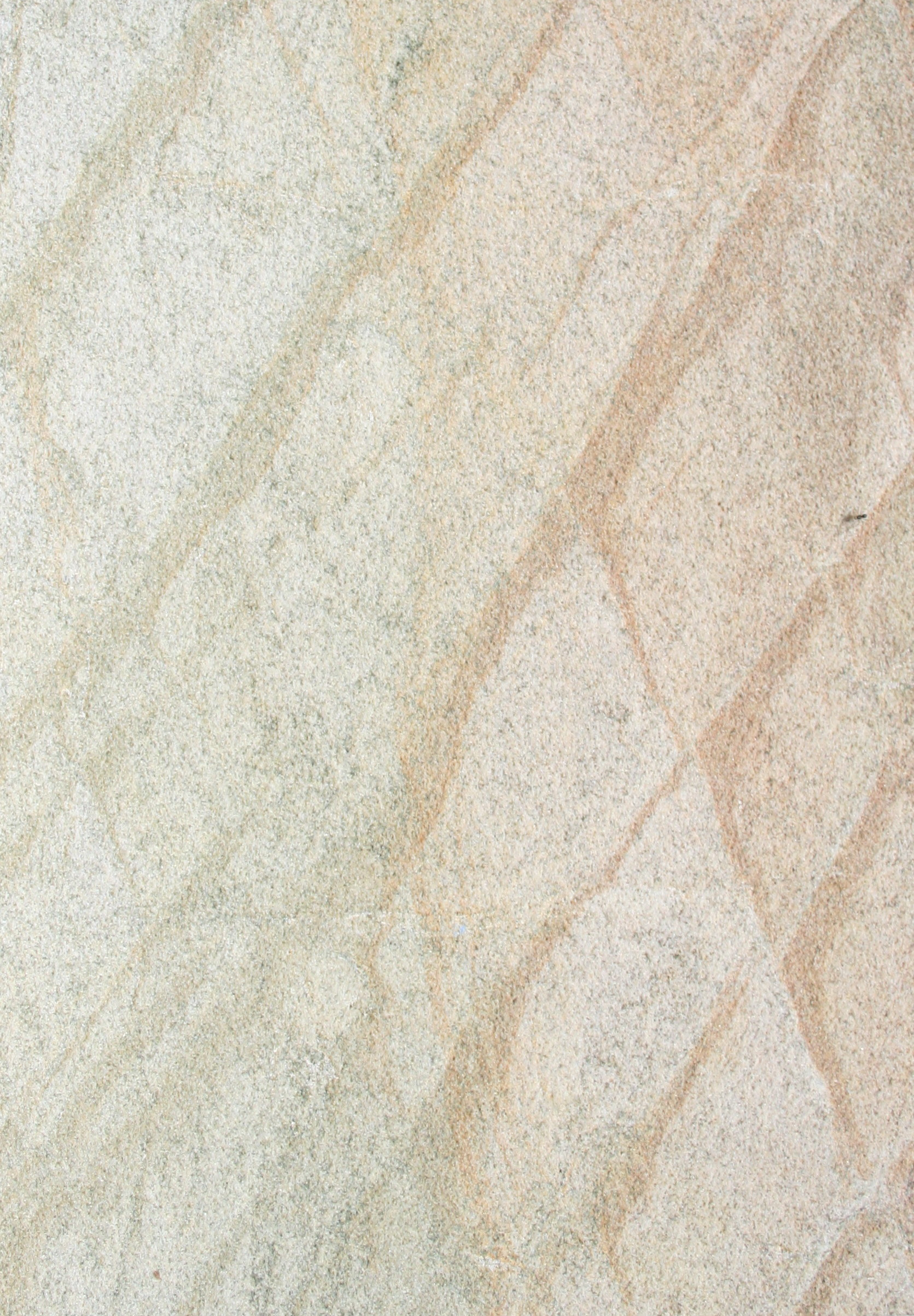
Lutter Sandstein mit Kreuzschichtung, Muster ca. 20×14 cm

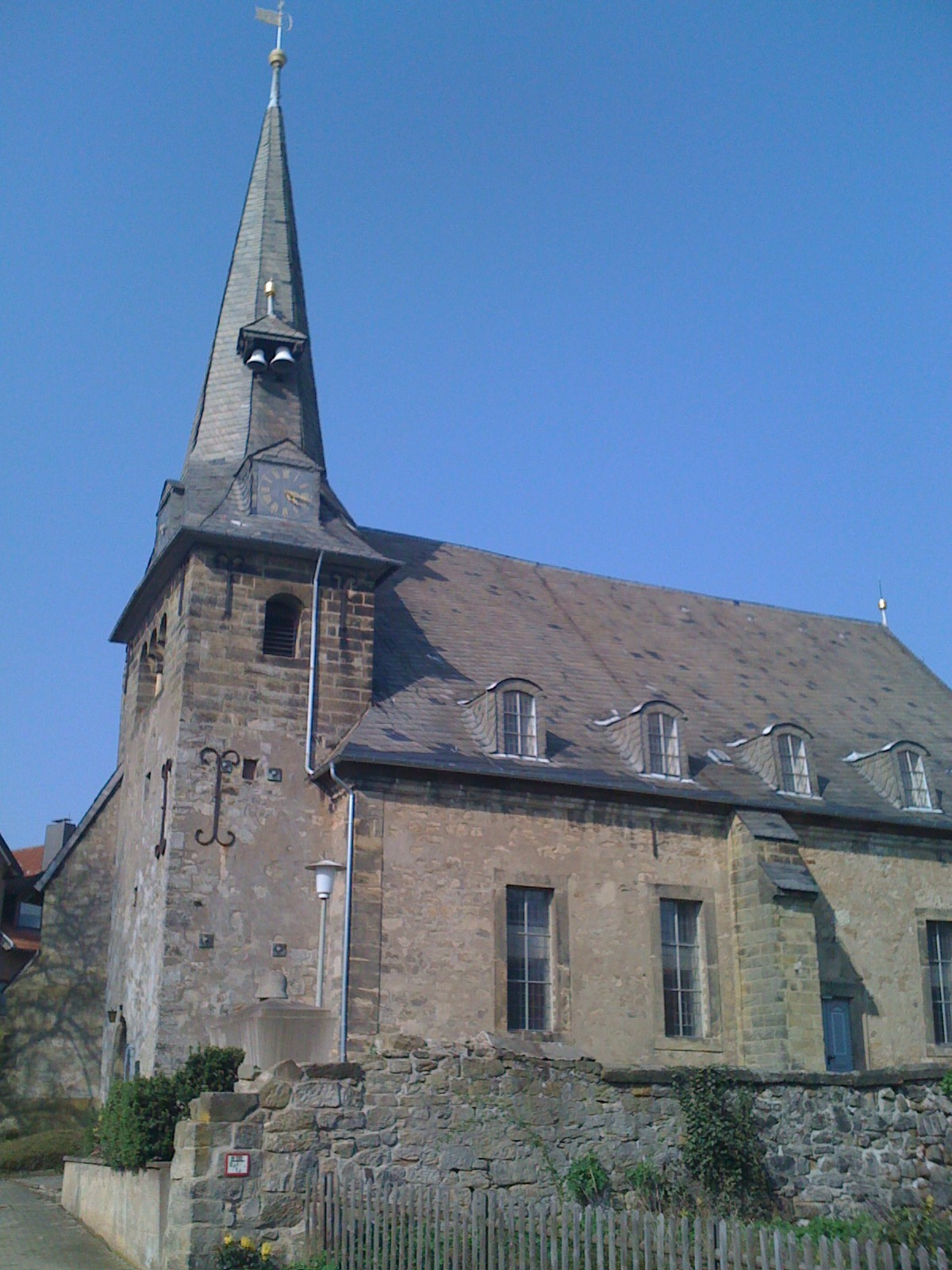
St. Andreaskirche in Langelsheim

Der Hilssandstein wird nach dem Hils, einem auf knapp 500 Meter Höhe gelegenen Mittelgebirgszug in den Landkreisen Holzminden, Hildesheim und Northeim, Niedersachsen (Deutschland), benannt. Der bekannteste Hilssandstein ist der Lutter-Sandstein, der in der Umgebung von Lutter am Barenberge gebrochen wurde.

## Vorkommen
Der Hilssandstein ist erdgeschichtlich in der Zeit der Unteren Kreide entstanden und wurde in zwei Gebieten gebrochen: Um Alfeld (bei Wenzen und Ammensen), am Hainberg bei Bockenem und ferner um Ostlutter bei Langelsheim und Lutter am Barenberge. Den jeweiligen Brüchen waren Sortennamen zugeordnet, wie zum Beispiel Lutter Sandstein. Das Vorkommen wurde auch südlich von Hornburg und im Oderwald bei Schladen und Burgdorf für örtliche Zwecke gebrochen und sie sind seit langem aufgegeben.
Die Gesteinbänke des Hilssandsteins sind dickbankig und farblich hellgrau bis weißgelb. Es handelt sich um einen mittel- bis feinkörnigen Sandstein. Er enthält 88 Prozent Quarz, 11 Prozent Gesteinsbruchstücke, teilweise etwa 1 Prozent Glaukonitkörner und Akzessorien unter 1 Prozent (Turmalin, Zirkon). Er ist tonig-kaolinisch und selten kalkig gebunden. Der Lutter Sandstein ist bräunlich, rötlich und grünlich, ferner kreuzgeschichtet sowie schräggeschichtet. Er ist stark porös und mäßig verwitterungsfest. Seine Porosität ist mit 21 Prozent hoch und seine Druckfestigkeit gering, daher sandet er stark ab.

## Verwendung
Um seinen Gewinnungsort wird er vor allem für massive Sockel und für Gesimse an Bauwerken verwendet. In Braunschweig besteht das Staatstheater und Teile des alten Braunschweiger Schlosses, in Wolfenbüttel das Hauptgebäude der Herzog August Bibliothek, in Goslar die Kaiserpfalz und die Frankenbergkirche, sowie die Kirche in Langelsheim aus diesem Sandstein. Dieser Naturstein lässt sich handwerklich relativ leicht bearbeiten und hat eine geringe Kornbindung. Er eignet sich vor allem für Bausteine und für Mauerwerke, da hierfür seine Verwitterungsanfälligkeit nachrangig ist. Für Bildhauerarbeiten wird er kaum verwendet.

## Weblinks

Kunsthistorische Verwendung von Hilssandstein
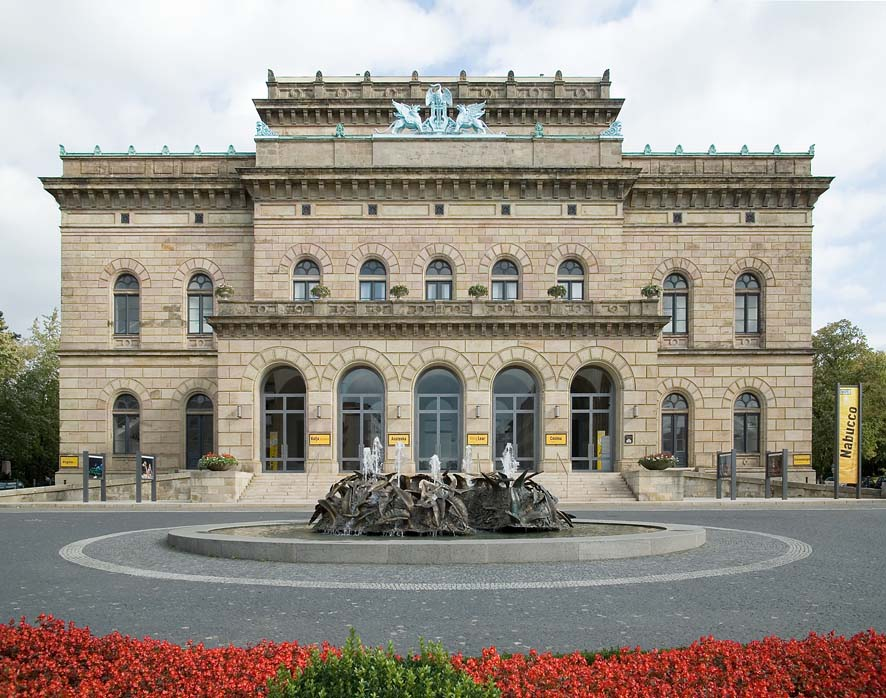
Staatstheater Braunschweig
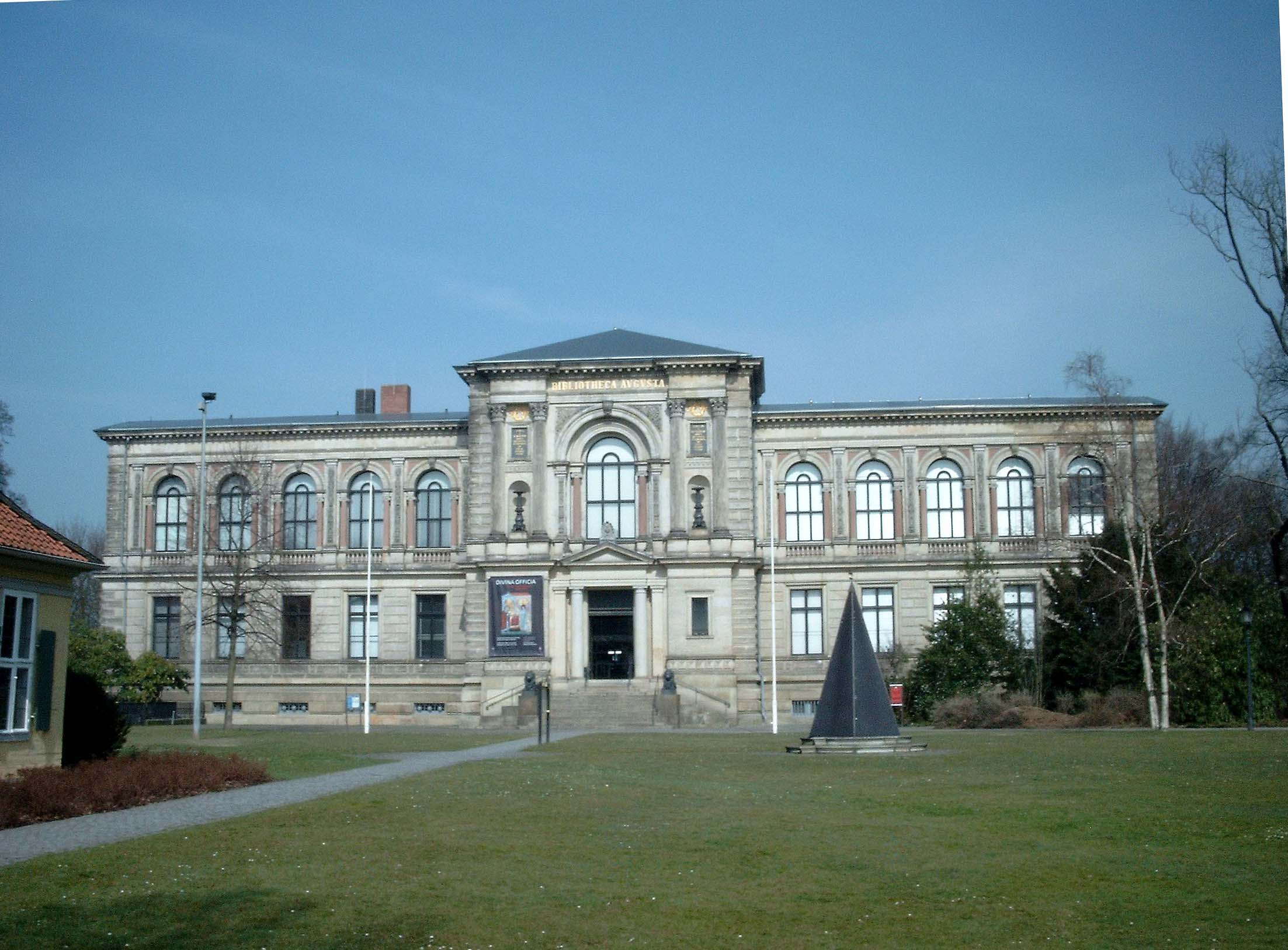
Fassade der Herzog August Bibliothek in Wolfenbüttel
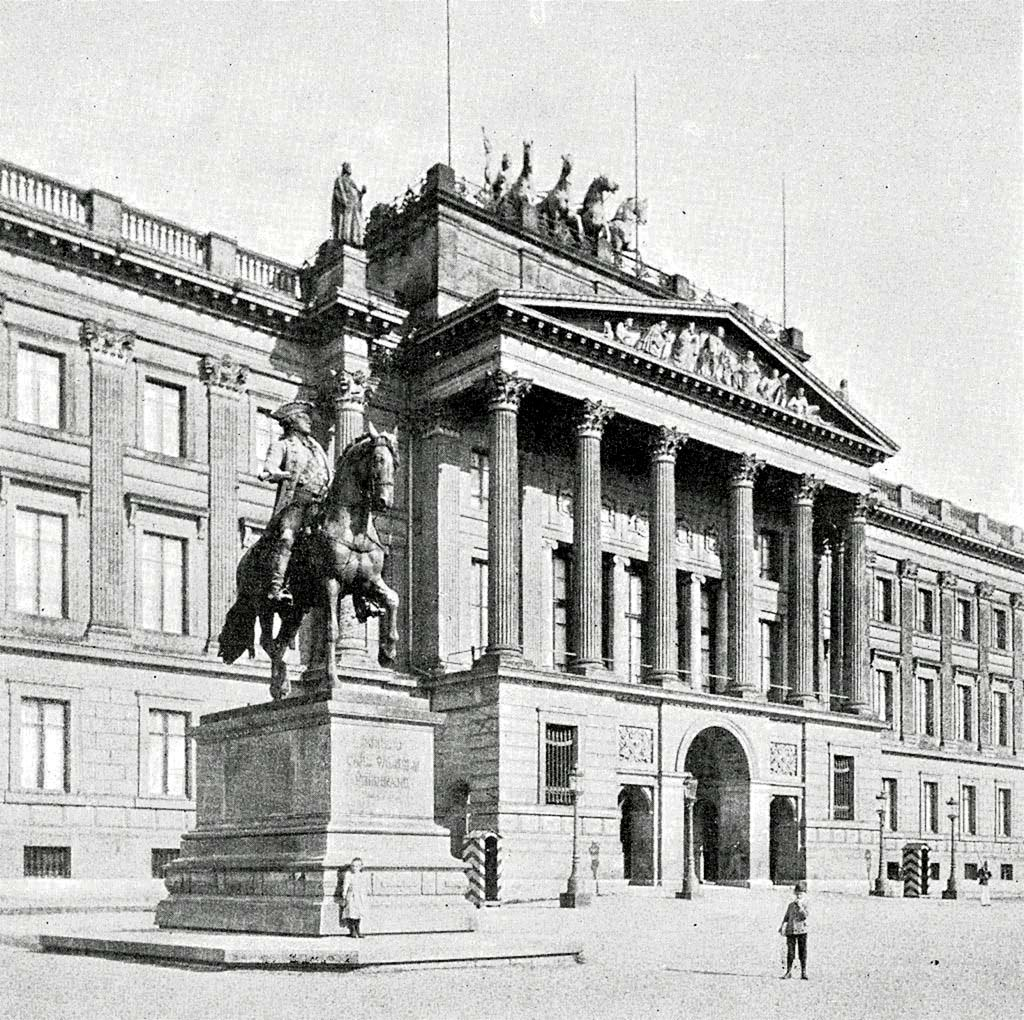
Braunschweiger Schloss (altes)
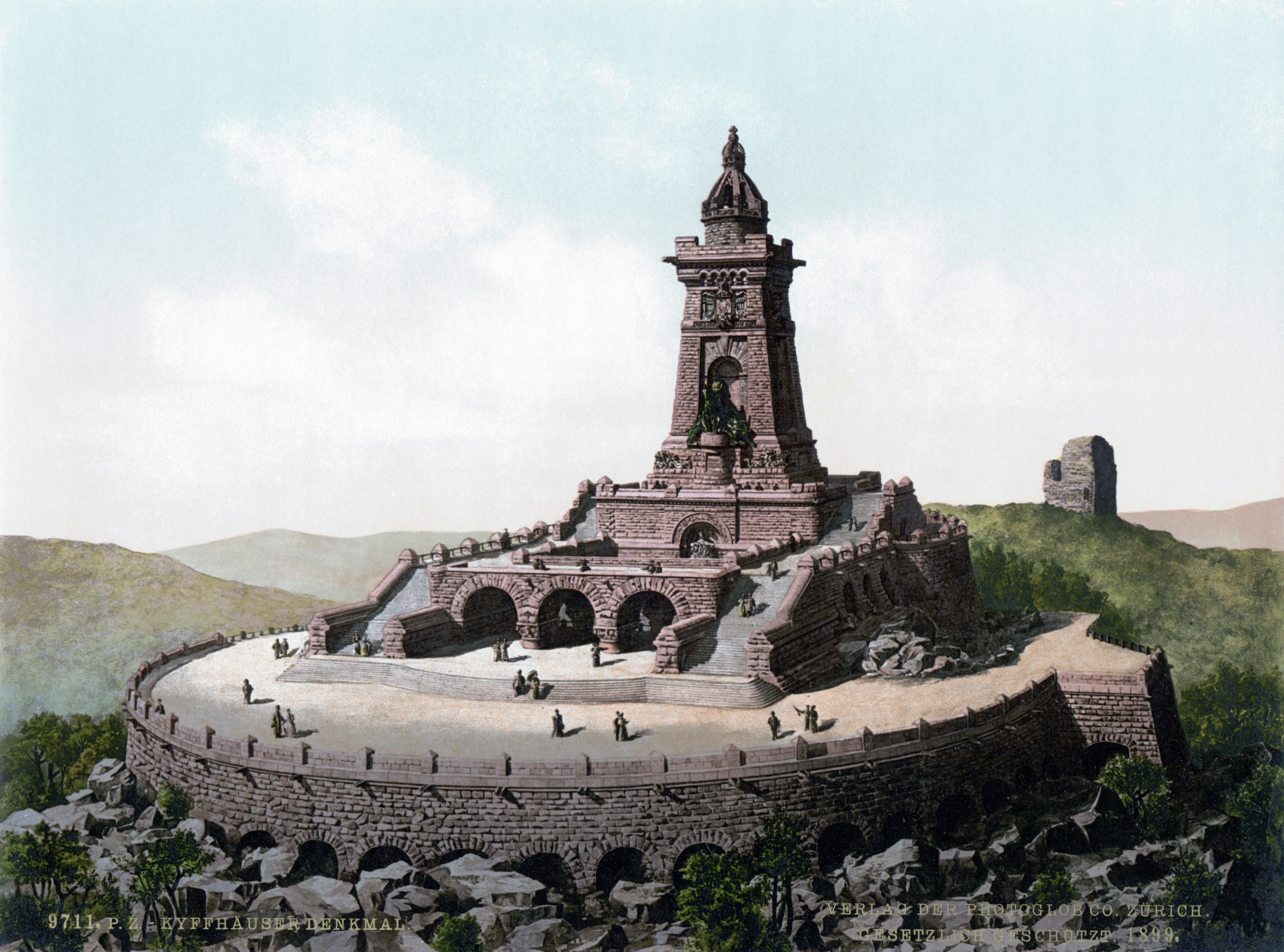
Kyffhäuserdenkmal